# Campionati mondiali di bob 1931
I Campionati mondiali di bob 1931, seconda edizione della manifestazione organizzata dalla Federazione Internazionale di Bob e Skeleton, si sono disputati per il bob a due il 31 Gennaio - 1 Febbraio a Oberhof, in Germania, sulla Rennrodelbahn Oberhof ma sul vecchio tracciato naturale non più in uso dal 1967, mentre la gara di bob a quattro si tenne a Sankt Moritz, in Svizzera, sulla pista Olympia Bobrun St. Moritz–Celerina, il tracciato naturale sul quale si svolsero le competizioni del bob e dello skeleton ai Giochi di Sankt Moritz 1928. La località della Turingia e quella elvetica hanno ospitato quindi le competizioni mondiali per la prima volta rispettivamente nel bob a due uomini e nel bob a quattro.
L'edizione ha visto dominare la Germania che si aggiudicò entrambe le medaglie d'oro e una d'argento sulle sei assegnate in totale, lasciando alla Svizzera un argento e ad Austria e Regno Unito i due bronzi. I titoli sono stati infatti conquistati nel bob a due uomini da Hanns Kilian e Sebastian Huber e nel bob a quattro da Werner Zahn, Robert Schmidt, Franz Bock ed Emil Hinterfeld.

## Risultati

### Bob a due uomini
| Pos. | Atleti                           | Nazione     | Tempo  |
| ---- | -------------------------------- | ----------- | ------ |
|      | Hanns Kilian Sebastian Huber     | Germania II | 7:34.2 |
|      | Bibo Fischer Gemmer              | Germania I  | 7:35.3 |
|      | Heinz Volkmer Anton Kaltenberger | Austria II  | 7:38.2 |
| 4    | nd                               | Austria I   | 7:41.1 |
| 5    | nd                               | Svizzera II | 7:49.3 |
| 6    | nd                               | Svizzera I  | 7:55.1 |

### Bob a quattro
| Pos. | Atleti                                                        | Nazione     |
| ---- | ------------------------------------------------------------- | ----------- |
|      | Werner Zahn Robert Schmidt Franz Bock Emil Hinterfeld         | Germania    |
|      | René Fonjallaz Gustave Fonjallaz N. Buchheim Gaston Fonjallaz | Svizzera    |
|      | Dennis Field P. Coote R. Wallace J. Newcobe                   | Regno Unito |

## Medagliere
| Posizione | Nazione     | Oro | Argento | Bronzo | Totale |
| --------- | ----------- | --- | ------- | ------ | ------ |
| 1         | Germania    | 2   | 1       | 0      | 3      |
| 2         | Svizzera    | 0   | 1       | 0      | 1      |
| 3         | Austria     | 0   | 0       | 1      | 1      |
| 3         | Regno Unito | 0   | 0       | 1      | 1      |
| Totale    | Totale      | 2   | 2       | 2      | 6      |